# André Messager
André Charles Prosper Messager (30. december 1853 i Montluçon – 24. februar 1929 i Paris) var en fransk komponist, organist, pianist, dirigent og administrator. Hans sceneværker inkluderer balletter og 30 opéra comiquer og operetter, blandt hvilke Véronique havde varende succes og Les p'tites Michu samt Monsieur Beaucaire også oplevede international succes.
På trods af økonomiske hindringer forfulgte Messager sit ønske om at studere klaver og komposition. Blandt hans lærere var Camille Saint-Saëns og Gabriel Fauré. Han blev en fremtrædende figur i Londons musikliv såvel som i Paris, både som dirigent og komponist. De fleste af hans parisiske værker blev produceret i London, hvor flere af dem kørte længe og havde talrige genopførelser, og han skrev to operatværker på engelsk. Han var den eneste franske komponist, der skrev en original Savoyopera. Mod slutningen af hans karriere komponerede han musikkomedier til Sacha Guitry og Yvonne Printemps.
Som dirigent havde Messager prominente stillinger i Paris og London, det værende i Opéra-Comique, Pariseroperaen, Orchestre de la Société des Concerts du Conservatoire og i Royal Opera House, Covent Garden. Selvom han som komponist hovedsageligt er kendt for sine lette værker, præsenterede han som dirigent en bred vifte af operaer, fra Mozart til Richard Strauss, og han fik et godt ry som dirigent af Wagner. I Paris dirigerede han verdenspremieren på Debussys Pelléas et Mélisande, Massenets Grisélidis og Charpentiers Louise. På Covent Garden gav han premierer på operaer af Saint-Saëns og Massenet.